# 三重県道667号太郎生伊勢八知停車場線
三重県道667号太郎生伊勢八知停車場線（みえけんどう667ごう たろういせやちていしゃじょうせん）は、三重県津市を通る一般県道である。

## 概要
津市美杉町太郎生から津市美杉町八知に至る。

### 路線データ
- 起点：津市美杉町太郎生（中太郎生交差点、国道368号交点、八知太郎生林道終点）
- 終点：津市美杉町八知（JR東海名松線 伊勢八知駅前）
- 総延長：9,639 m

- 1959年（昭和34年）1月25日 - 路線認定[1]。

## 路線状況
生活道路として利用される。
林道と重複している区間は、一般の自動車の通行を想定していないため、走行するのは危険である。津市から実際に美杉町太郎生地区（起点）に行くには、国道368号を経由して、いったん奈良県宇陀郡御杖村に入ってから、再び津市に入るルートを通るのが一般的である。

### 重複区間
- 八知太郎生林道（津市美杉町太郎生・中太郎生交差点（起点） - 津市美杉町八知）
- 三重県道755号老ヶ野古田青山線（津市美杉町八知 - 津市美杉町八知）

## 地理

### 通過する自治体
- 三重県

- 津市

### 交差する道路
| 交差する道路                                         | 交差する場所 | 交差する場所          |
| ---------------------------------------------------- | ------------ | --------------------- |
| 国道368号 国道422号 重複 八知太郎生林道 重複区間起点 | 美杉町太郎生 | 中太郎生交差点 / 起点 |
| 八知太郎生林道 重複区間終点                          | 美杉町八知   |                       |
| 三重県道755号老ヶ野古田青山線 重複区間起点           | 美杉町八知   |                       |
| 三重県道755号老ヶ野古田青山線 重複区間終点           | 美杉町八知   |                       |
| 三重県道15号久居美杉線                               | 美杉町八知   | 津市美杉庁舎交差点    |

### 沿線
- 太郎生郵便局
- 大洞山
- 津市役所 美杉総合支所
- JR東海名松線 伊勢八知駅